# Sonya Yoncheva

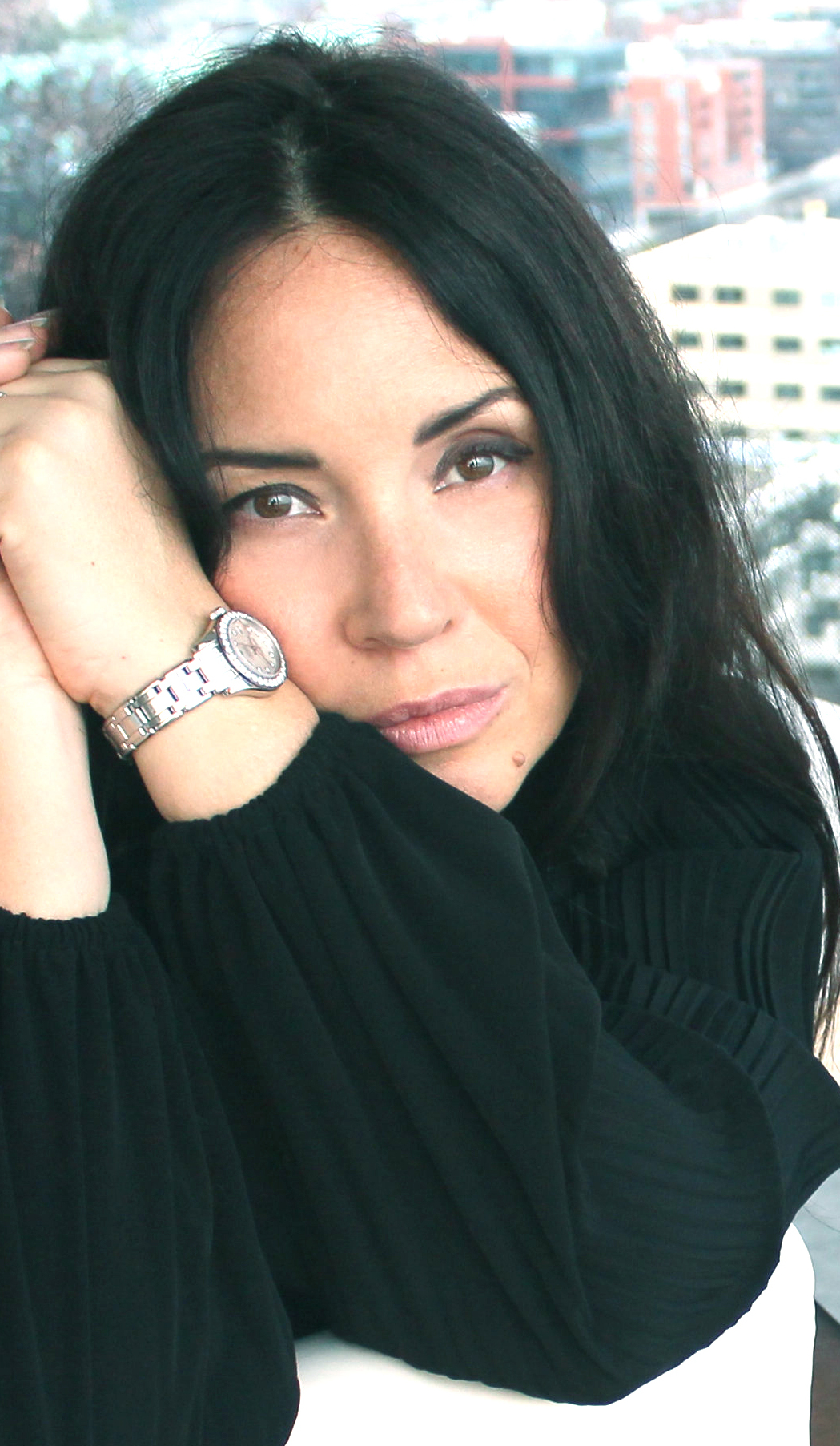
Sonya Yoncheva (2019)

Sonya Yoncheva (bulgarisch Соня Йончева, Sonja Jontschewa; * 25. Dezember 1981 in Plowdiw) ist eine bulgarische Opernsängerin (Sopran).

## Leben und Wirken
Yoncheva wurde als Tochter von Petko Jontschew und Temenuga Jontschewa geboren. Sie studierte Klavier und Gesang in Plowdiw bei Neli Kojtschewa, anschließend in Genf bei Danielle Borst und schloss ihr Studium am Genfer Konservatorium mit dem Master ab. 2010 gewann sie in Mailand den Operalia-Opernwettbewerb.
Yoncheva tritt an renommierten Bühnen auf wie an der Metropolitan Opera, am Teatro alla Scala, am Londoner Royal Opera House, am Teatro Real Madrid, am Gran Teatre de Liceu Barcelona, an der Wiener Staatsoper, der Pariser Oper, der Staatsoper Unter den Linden und der Deutschen Oper Berlin, der Bayerischen Staatsoper, der Hamburgischen Staatsoper, am Opernhaus Zürich, in der Arena von Verona und beim Maggio Musicale Fiorentino sowie in der Victoria Hall, der Tonhalle Zürich, der Alten Oper Frankfurt, im Festspielhaus Baden-Baden, in der Berliner Philharmonie und im Berliner Konzerthaus, der Hamburger Elbphilharmonie, der Moskauer Tschaikowski Halle und der Philharmonie in Sofia.
2013 debütierte sie als Gilda in Verdis Rigoletto an der New Yorker Metropolitan Opera unter der musikalischen Leitung von Pablo Heras-Casado. In den folgenden Jahren trat sie dort auch als Mimi in La Bohème, als Violetta in La traviata, als Desdemona in Otello, in den Titelrollen von Fedora, Norma, Tosca und Luisa Miller und als Elisabeth in Don Carlos auf. 2016 gab sie ihr Rollendebüt als Norma am Royal Opera House in London, wo sie außerdem unter anderem als Musetta (La Bohème), Marguerite (Faust), Violetta (La traviata), Micaëla (Carmen), Antonia (Les Contes d’Hoffmann) zu hören war. 2017 debütierte sie am Mailänder Teatro alla Scala als Mimì in La Bohème, weitere Gastspiele gab sie dort als Fedora, als Imogene in Il Pirata sowie als  Maddalena in Andrea Chénier.
Bei den Salzburger Festspielen gastierte sie in der Titelrolle von L’incoronazione di Poppea (2018) und im Rahmen eines Liederabends. Weiters trat sie bei Festspielen auf wie zum Beispiel beim Ljubljana Festival und beim George Enescu Festival in Rumänien. 2020 wirkte sie beim Konzert Weihnachten mit dem Bundespräsidenten mit, das alljährlich im ZDF übertragen wird.
Zu ihrem Konzertrepertoire zählen unter anderem die Sopranpartien in Beethovens 9. Sinfonie, in Pergolesis Stabat mater und in Verdis Messa da Requiem. Liederabende und Konzerte führten sie in viele Städte in Europa, Süd- und Nordamerika sowie Asien. Im Römischen Theater von Plowdiw gab sie 2020 das erste Konzert, das von Yoncheva selbst und ihrer neu gegründeten Firma SY11 veranstaltet wurde, einer in Bulgarien ansässigen Kapitalgesellschaft, die europaweit Konzerte veranstaltet und auch Yonchevas Soloalbum The Courtesan sowie ihr erstes Buch Fifteen Mirrors produziert hat.
Neben CD-Aufnahmen gibt es zahlreiche Fernsehaufzeichnung und Videoaufnahmen, unter anderem aus der Metropolitan Opera.

## Privates
Yoncheva ist mit Domingo Hindoyan verheiratet, einem Dirigenten aus Venezuela, der 2013 von der Staatsoper Berlin als 1. Assistent von Generalmusikdirektor Daniel Barenboim engagiert wurde. Sie leben mit ihrem Sohn und ihrer Tochter im Schweizer Kanton Waadt sowie in Berlin-Mitte.
Seit November 2021 ist  Yoncheva Botschafterin von UNICEF in Bulgarien.

## Auszeichnungen
2015 gewann sie einen ECHO Klassik in der Kategorie „Nachwuchskünstlerin des Jahres (Gesang)“. 2021 erhielt sie für ihr Sony Classical Album Rebirth den Opus Klassik als „Sängerin des Jahres“. 2019 erhielt sie den Readers Award der International Opera Awards. Im Januar 2023 wurde ihr Album The Courtesan vom Fachmagazin Oper! zur CD des Monats gekürt.

## Opernrepertoire (Auswahl)
- Bellini: Titelrolle in Norma
- Bellini: Imogene in Il pirata
- Bizet: Micaëla in Carmen
- Bizet: Leila in Les pêcheurs de perles
- Cherubini: Titelrolle in Medée
- Donizetti: Titelrolle in Anna Bolena
- Donizetti: Titelrolle in Lucia di Lammermoor
- Donizetti: Adina in L’elisir d’amore
- Dvořák: Titelrolle in Rusalka
- Giordano: Stephana in Siberia
- Giordano: Titelrolle in Fedora
- Giordano: Maddalena in Andrea Chénier
- Gounod: Marguerite in Faust
- Gounod: Titelrolle in Roméo et Juliette
- Händel: Titelrollen in Alcina und Agrippina
- Mascagni: Titelrolle in Iris
- Massenet: Titelrolle in Thaïs
- Monteverdi: Titelrolle in L’incoronazione di Poppea
- Mozart: Donna Elvira in Don Giovanni
- Mozart: Fiordiligi in Cosi fan tutte
- Offenbach: Antonia in Les Contes d’Hoffmann
- Ponchielli: Titelrolle in La Gioconda
- Purcel: Dido in Dido und Aeneas
- Thomas: Ophélie in Hamlet
- Verdi: Gilda in Rigoletto
- Verdi: Violetta in La traviata
- Verdi: Leonora in Il trovatore
- Verdi: Titelrolle in Aida
- Verdi: Desdemona in Otello,
- Verdi: Elisabeth in Don Carlos
- Verdi: Titelrolle in Luisa Miller,
- Puccini: Musetta und Mimi in La Bohème
- Puccini: Titelrolle in Manon Lescaut
- Puccini: Titelrolle in Madama Butterfly
- Tschaikowski: Tatjana in Eugen Onegin, Titelrolle in Jolanthe
- Wagner: Elsa in Lohengrin

Quellen

## Diskografie (Auswahl)
- Claudio Monteverdi: L’incoronazione di Poppea. (EMI; 2013)
- Paris mon amour. Mit dem Orchestra de la Comunitat Valenciana, Dirigent: Frédéric Chaslin (Sony Music; 2015)
- Pergolesi: Stabat Mater. Mit Karine Deshayes, Ensemble Amarillis (Sony Music; 2016)
- Händel. Mit Karine Deshayes, Academia Montis Regalis, Dirigent: Alessandro de Marchi (Sony Music; 2017)
- The Verdi Album. Mit dem Münchner Rundfunkorchester, Dirigent: Massimo Zanetti (Sony Music, 2018)
- Rebirth. Mit der Capella Mediterranea; musikalische Leitung, Cembalo und Orgel: Leonardo García Alarcón (Sony Music; 2021)
- The Courtesan. Mit dem Orchestra dell’Opera Carlo Felice Genova; musikalische Leitung: Marco Armiliato (SY11 Productions; 2022)